# Pagus Lomacensis
Le pagus Lommensis (ou Lomacensis) ou Lommegau est une subdivision de la civitas Tungrorum (Basse-Lotharingie). Ce pagus s'étendait de la Molignée à la frontière lotharingienne et touchait donc le Laonnois, le Porcien et le pagus Castricius. Il est possible que le Lommensis dépassait quelque peu la Meuse à l'est et s'étendait jusqu'à la Houille et à l'est le pagus Arduensis.

## Étymologie
Du nom d'un cours d'eau, peut-être la Lomme ou la Molignée (dont le nom actuel serait formé par métathèse). Une autre hypothèse ferait remonter ce terme aux Lomiens (ou Ulmiens, Olmiens), peuple celte qui tirait son nom de l'orme. Les Atuatuques auraient par la suite supplanté les Ulmiens. Pagus Lommacensis peut également se traduire par « pays des marais » (cf. allemand dialectal lumm « terre molle »). Gau désigne une division administrative franque.

## Histoire
À l'époque mérovingienne, le pagus Lommensis était un apanage des Pippinides.
De bonne heure, ce pagus fut agrandi à des petits cantons voisins, à savoir le pagus Darnuensis (Darnau) et le pagus Sambrensis. C'est cet ensemble qui forma le comté de Lomme (comitatus Lomacensis), qui prendra bientôt le nom de comté de Namur.
Au Xe siècle, les comtes de Hainaut acquirent une partie de ce pagus (Beaumont, Couvin, Chimay, Liessies). Une autre part, entre Couvin, Florennes et Hastière, échappa également aux comtes de Lomme et se trouvait en 915 dans les mains de Wigéric de Bidgau. Les comtes de Namur ne gardèrent donc du pagus Lommensis que la région comprise entre la Molignée, la Meuse et une ligne allant de Florennes à Hastière.

### Monographies
- J. Borgnet, Histoire du compté de Namur, 2e éd., Bruxelles, Jamar, 1847.
- V. Bruch (dir.), Namur, une histoire de la ville. D’une halte de chasseurs-pêcheurs à une capitale régionale, Namur, Les Amis de la Citadelle de Namur, 2011.
- M. Galliot, Histoire générale, ecclésiastique et civile de la ville et province de Namur (1788), éd. par [sine nomine], Bruxelles, Culture et civilisation, 1975, 6 vol.
- J. Roland, Histoire abrégée du compté et de la province de Namur, Namur, Wesmael-Charlier, 1959.
- Chanoine Roland, « Les pagi de Lomme et de Condroz et leurs subdivisions », Annales de la Société Archéologique de Namur, t 34, 1920, p. 1-126
- M Ronvaux, Une histoire du namurois, t 1, des origines au Moyen Âge, Namur, Martagon, 2014.  (ISBN 978-2-930760-03-2)
- F. Rousseau, Actes des comtes de Namur de la première race 946 - 1196, Bruxelles, Académie royale de Belgique, 1936.
- Léon Vanderkindere, La Formation territoriale des principautés belges au Moyen Âge, vol. II, Bruxelles, H. Lamertin, 1902 (réimpr. 1981), 88 p. (lire en ligne)

### Catalogue d'exposition
- Jacques Toussaint (com.), Au milieu du monde : Namur. Cartes et plans 16e-21e siècle, cat. expo., Namur, Musée provincial des Arts anciens du Namurois - Trésor d’Oignies (31 octobre 2015 - 31 janvier 2016), Namur, Société archéologique de Namur, 2015.  (ISBN 978-2-87502-059-8)

### Document électronique
- J.B. De Marne., Histoire du comté de Namur, Liège : J.F. Bassompierre - 1754, consulté le 6 janvier 2016.